# Pastinaca esculenta
Pastinaca esculenta är en flockblommig växtart som beskrevs av Richard Anthony Salisbury. Pastinaca esculenta ingår i släktet palsternackor, och familjen flockblommiga växter. Inga underarter finns listade i Catalogue of Life.